# Acciaio 18CrMo4
La designazione acciaio 18CrMo4 indica un tipo di acciaio debolmente legato, usato per cementare e per la tempra. Si dice debolmente poiché gli elementi di alligazione, cioè quelli aggiunti al ferro e al carbonio sono presenti con percentuali inferiori al 5%. 
Il criterio di nomenclatura afferma che il primo numero indica, se diviso per 100, il tenore di carbonio in lega, i simboli degli elementi sono quelli aggiunti per far acquisire all'acciaio determinate caratteristiche, mentre i numeri posti alla fine divisi per un certo fattore danno la percentuale dell'elemento stesso (nel caso in cui non ci sia nessun numero significa che l'elemento è presente in percentuale minore a quella minima stabilita).